# Benjamin Righetti
Pour les articles homonymes, voir Righetti.
Benjamin Righetti est un musicien suisse, né en 1982. Concertiste et pédagogue (instruments à claviers historiques et contemporains), il est organiste titulaire de Saint-François de Lausanne et professeur d’orgue du Conservatoire et de la Haute École de Musique (HEMU) de Lausanne.

## Formation
Il commence l'étude du piano avec Lauran Perrenoud (1990-1996), et celle de l'orgue avec Robert Märki (1993-1994) au conservatoire de Neuchâtel. Ses professeurs suivants seront Yves Rechsteiner (orgue et clavecin, 1994-1997) en cours privés, Jean-François Antonioli (piano, 1996-2003) au Conservatoire de Lausanne, François Delor (orgue, 1997-2000) au Conservatoire de Genève, Jan-Willem Jansen, Michel Bouvard et Philippe Lefebvre  (orgue, 2002-2004) au CESMD de Toulouse.

## Prix et récompenses
- 2002 : Concours Suisse de l'orgue, deuxième prix
- 2003 : Musica Antiqua de Bruges, troisième prix
- 2004 : Concours international de Tokyo-Musashino, troisième prix et prix spécial pour la pièce contemporaine
- 2005 : Concours Gottfried Silberman de Freiberg, premier prix
- 2006 : Concours international de Chartres, Prix du public
- 2007 : Concours international d'orgue de la ville de Paris, premier prix

## Compositions
Benjamin Righetti compose et réalise régulièrement des transcriptions. La plupart de ses œuvres sont disponibles sur imslp.org.
- Catalogue des œuvres de Benjamin Righetti

## Discographie
- 2006 : "Messe de Chartres" de Jacques Charpentier (création mondiale). Œuvre pour chœurs, orchestre et grand-orgue, composée à l'occasion du Millénaire Fulbert-Chartres 1006-2006. Patrick Delabre - orgue, Benjamin Righetti - orgue solo, Philippe Frémont - chef de chœur, Joachim Jousse - direction. Label: DBA productions
- 2010 : "Triosonaten", enregistrement des 6 sonates en trio pour orgue (BWV 525-530) de Johann Sebastian Bach, sur 3 orgues de la manufacture suisse "Orgelbau Felsberg" : St-Paul à Lausanne (VD), La Chiésaz - Saint-Légier (VD), Temple de Boudry (NE). Label K617, réf. K617223
- 2011 :  Franz Liszt, Sonate pour orgue (transcription Benjamin Righetti) et Missa Choralis (avec l'Académie Vocale de Suisse Romande). Label K617, réf. K617229
- 2013 : "CHORALS", les 3 Chorals de César Franck et les 11 Choralvorspiele Op. 122 de Johannes Brahms, enregistrés à Saint-François, Lausanne. Label K617, réf. K617245
- 2016 : Felix Mendelssohn, The six Organ Sonatas. Cathédrale de Fribourg (Orgue Aloys Mooser, 1834), Claves Records.